# Tricapronato de glicerol
Tricapronato de glicerol, trihexanoato de glicerol, 1,2,3-tricaproilglicerol,tricaproina, trihexanoina ou hexanoato de 1,3-di(hexanoiloxi)propan-2-ila é o composto orgânico, éster triglicerídeo do ácido caproico de fórmula C21H38O6, fórmula linear [CH3(CH2)4COOCH2]2CHOCO(CH2)4CH3 e massa molecular 386,52. Apresenta ponto de ebulição 244 °C a 28mmHg e densidade 0,98 g/mL. É classificado com o número CAS 621-70-5, número de registro Beilstein 1806732, número EC 210-701-5, número MDL MFCD00042905, PubChem Substance ID 24899918, CBNumber CB1146101 e MOL File 621-70-5.mol.